# 女の気持
『女の気持』（おんなのきもち）は、1974年10月5日から1975年1月25日までフジテレビ系列で放送されたテレビドラマ。全17回。

## 概要
ヒロイン・小西亮子は、東京・銀座の手織紬の老舗の名店『小西屋』の若主人。病気に倒れた先代の主人で舅の徳之助から信頼を受けて後を継いだ。亮子の夫・雅夫は徳之助夫婦の甥で養子。雅夫の養子縁組後に弟・俊夫が生まれている。徳之助の妻・さきは実子の俊夫に小西屋を継がせたいと強く思ってはいるが、俊夫は写真家を目指してカメラマン・仲原健作の助手を務めている。一方、雅夫は化学繊維会社に入社して、数年前から長崎県平戸市にある会社の研究室に単身赴任。しかも雅夫は利枝子という愛人が居り、二人の間には子供も生まれるという。ある日、そんな雅夫を訪ねに亮子が平戸までやって来た…。
「女には女が知っている女の気持がある」をテーマに、亮子が夫の不倫に悩みながらも、仲原健作から好意を寄せられ、更に健作の妹・右子と俊夫の愛と、様々な愛情のもつれ、女の犠牲の心、打算と思いやりなどの生き方を紬の世界をバックに描いた。

## 放送時間
土曜21:00 - 21:55（JST）
- この枠はそれまで、21:00 - 21:30に松下電器（現：パナソニック）一社提供番組、21:30 - 22:26（→22:25）に『土曜劇場』を放送していたが、1974年秋の改編で『土曜劇場』が30分繰下がり、松下提供枠が土曜19:00に移動したため、この枠に『土曜劇場』とは別の1時間ドラマ枠を設置した。

## 出演者
- 小西亮子：若尾文子
- 小西雅夫：山﨑努
- 小西徳之助：志村喬
- 小西さき：沢村貞子
- 小西俊夫：山本亘
- 仲原右子：仁科明子
- 仲原健作：山口崇
- 井上（写真家）：入川保則
- 利枝子：中原ひとみ
- 仲原信平：中村伸郎 - 健作と右子の父
- 仲原勝子：近松麗江 - 健作と右子の母
- 遠藤英子：亀井光代 - 幼稚園の先生で、井上のいとこ。健作の再婚話の相手。
- 加美山：村上冬樹 - 徳之助の友人
- 嘉一郎：高橋長英 - 俊夫の恋のライバル
- 清水信一
ほか

## スタッフ
- 原作：平岩弓枝
- 脚本：平岩弓枝
- 演出：大野木直之
- 制作：フジテレビ